# 大阪府立大阪わかば高等学校
大阪府立大阪わかば高等学校（おおさかふりつ おおさかわかば こうとうがっこう）は、大阪府大阪市生野区にある公立の単位制高校。

## 概要
従来の大阪府立勝山高等学校と、大阪府立桃谷高等学校の一部を統合する形で2020年度に開校した。校舎敷地は従来の勝山高等学校のものを継承している。
普通科の高校で、多部制単位制の2つの課程、Ⅰ部とⅡ部を設置している。Ⅰ部は午前を中心に、Ⅱ部は午後を中心にそれぞれ授業が開講される。1時限（1コマ）は90分。各部とも3年以上在籍したうえで必修単位を含む74単位以上を習得することが卒業要件となっている。学校外でのボランティア活動、資格取得なども、高校の履修単位として認定されるシステムとなっている。他の部とあわせて1日6時限の授業を受講することや、通信制高校との併修で、それぞれ3年での卒業も可能。これは、法令上の扱いは定時制であるが、通常の定時制と同様の1日4限の授業で4年間で卒業するコースの他に、通常の全日制と同様の1日6限の授業で3年間で卒業するコースがあるものである。
大阪府立大阪わかば高等学校の校名は、一般公募や勝山高校と桃谷高校の生徒らの案に多く含まれていた上、勝山高校の同窓会「嫩葉会（わかばかい）」などをもとにした。

## 沿革
大阪府教育委員会と大阪市教育委員会は合同で、府立と大阪市立の昼間部のある高等学校について2023年度までに8校減らして計141校にする再編計画案を立てた。少子高齢化の影響で、府内の公立中学校の卒業生が2019年度の約7万人から2023年度には約3千人減る見通しを受けたものとなっている。
大阪府教育委員会は2018年8月30日の教育委員会会議で再編計画案を了承した。これにより、従来の大阪府立勝山高等学校も再編対象校として選定される形になった。再編計画が具体化し、大阪府立勝山高等学校の校地に大阪府立桃谷高等学校の多部制単位制（クリエイティブスクール）のうちⅠ部（午前）・Ⅱ部（午後）を移転統合する形になった。
新校は大阪府立大阪わかば高等学校の校名となり、2020年4月1日に勝山高校の校地に開校した。

### 年表
- 2018年8月30日 - 勝山高等学校の再編で新校を設置する方針が決まる。
- 2019年6月20日 - 大阪府教育委員会、新校の校名を「大阪府立大阪わかば高等学校」に決定。
- 2020年4月1日 - 開校。

## 交通
- Osaka Metro千日前線 北巽駅より東へ約550ｍ（徒歩で約7分）
- おおさか東線 JR長瀬駅より西へ約1.1kｍ（徒歩で約14分）
- 近鉄大阪線 長瀬駅より西へ約1.8kｍ（徒歩で約23分）